# Samuel Worster
Samuel Worster, född okänt år, död 22 juni 1746 i Stockholm, var en svensk grosshandlare och köpman av brittisk härkomst.
Worster inkom till Sverige i början av 1700-talet, omtalas som grosshandlare 1709 och erhöll burskap 1721. Affärsrörelsen utvidgades till att omfatta såväl import som export och 1737–1741 var Worster en av de främsta järnexportörerna med huset Grill och Frans Jennings som främsta konkurrenter. Han bedrev framför allt handel med England. I likhet med många andra köpmän var han även intressent i järngruvor. Han ägde andelar i Rökärrs gruvor och i Vedevågs och Kvarnbacka järnbruk.
Worster var tillsammans med bland andra Gustaf Kierman och Thomas Plomgren initiativtagare till bildandet av Levantiska kompaniet 1738. Vid sin död efterlämnade han en ansenlig förmögenhet och ett välmående handelshus.
Han var gift med  Margareta Luther som tillhörde samma släkt som Martin Luther. Deras dotter Anna var gift med textilfabrikören Johan Pauli.